# Liste der Botschafter der Vereinigten Staaten in der Republik Kongo
Diese Liste umfasst die Botschafter der Vereinigten Staaten in der Republik Kongo in Brazzaville. Die Vereinigten Staaten nahmen unmittelbar nach der Unabhängigkeit der Republik Kongo diplomatische Beziehungen auf.

## Botschafter
| Name                    | Dienstbeginn | Dienstende | Anmerkungen |
| ----------------------- | ------------ | ---------- | --- |
| Alan W. Lukens          | 1960         | 1960       | Chargé d’Affaires ad interim; erster Repräsentant der Vereinigten Staaten bei der Republik Kongo |
| Wendell Blancké         | 1960         | 1963       | |
| Henry L. T. Koren       | 1964         | 1965       | Aufgrund der bürgerkriegsähnlichen Zustände und des damit verbundenen Sicherheitsrisikos wurde die Botschaft 1965 geschlossen und erst 1977 wiedereröffnet |
| Jay Katzen              | 1977         | 1979       | Chargé d’Affaires ad interim |
| William Lacy Swing      | 1979         | 1981       | Swing hatte unter anderem an der Eberhard-Karls Universität Tübingen studiert und spricht Deutsch. Später war er Sonderbeauftragter des Generalsekretärs und Untergeneralsekretär der Vereinten Nationen. Bis zur Ernennung von António Vitorino im Jahr 2018 war er Generaldirektor der Internationalen Organisation für Migration. |
| Kenneth L. Brown        | 1981         | 1984       | |
| Alan Wood Lukens        | 1984         | 1987       | |
| Leonard Grant Shurtleff | 1987         | 1990       | |
| James Daniel Phillips   | 1990         | 1993       | |
| William Christie Ramsay | 1993         | 1996       | |
| Aubrey Hooks            | 1996         | 1999       | |
| David H. Kaeuper        | 1999         | 2002       | |
| Robin Renee Sanders     | 2002         | 2005       | |
| Robert Weisberg         | 2006         | 2008       | |
| Alan W. Eastham         | 2008         | 2010       | |
| Christopher W. Murray   | 2010         | 2013       | |
| Stephanie S. Sullivan   | 2013         | 2017       | |
| Todd Philip Haskell     | 2017         | 2021       | |
| Daniel Travis           | 2021         | 2022       | Chargé d’Affaires ad interim |
| Eugene Young            | 2021         |            | |